# Tour du Guangxi 2019
La 3e édition du Tour du Guangxi a lieu du 17 au 22 octobre 2019, en Chine entre les villes de Beihai et Guilin, sur un parcours de 972,8 kilomètres réparti en six étapes. La course fait partie du calendrier UCI World Tour en catégorie 2.UWT. 

## Équipes
Dix-huit équipes participent à la course.
| WorldTeams (15)- Astana - Bahrain-Merida - Bora-hansgrohe - CCC Team - Deceuninck-Quick Step - Dimension Data - EF Education First - Team Jumbo-Visma - Lotto Soudal - Mitchelton-Scott - Ineos - UAE Team Emirates - Katusha-Alpecin - Team Sunweb - Trek-Segafredo Équipes continentales professionnelles (3)- Total Direct Énergie - Israel Cycling Academy - Wanty-Groupe Gobert |
| |

## Étapes
Ce Tour du Guangxi est constitué de six étapes réparties en trois étapes plates et trois étapes vallonnées, représentant un parcours de 972,8 kilomètres.
| Étape     | Date    | Villes étapes                       | type                      | Distance (km) | Vainqueur d'étape | Leader du classement général |
| --------- | ------- | ----------------------------------- | ------------------------- | ------------- | ----------------- | ---------------------------- |
| 1re étape | 17 oct. | Beihai – Beihai                     | étape de plaine           | 135,6         | Fernando Gaviria  | Fernando Gaviria             |
| 2e étape  | 18 oct. | Beihai – Qinzhou                    | étape de plaine           | 152,3         | Daniel McLay      | Pascal Ackermann             |
| 3e étape  | 19 oct. | Nanning – Nanning                   | étape vallonnée           | 143           | Pascal Ackermann  | Pascal Ackermann             |
| 4e étape  | 20 oct. | Nanning – Mashan Nongla Scenic Area | étape de montagne         | 161,4         | Enric Mas         | Enric Mas                    |
| 5e étape  | 21 oct. | Liuzhou – Guilin                    | étape de moyenne montagne | 212,2         | Fernando Gaviria  | Enric Mas                    |
| 6e étape  | 21 oct. | Guilin – Guilin                     | étape vallonnée           | 168,3         | Pascal Ackermann  | Enric Mas                    |

## Déroulement de la course

### 1reétape
| \| Classement de l'étape \| Classement de l'étape \| Classement de l'étape \| Classement de l'étape \| Classement de l'étape \| \| Coureur \| Coureur \| Pays \| Équipe \| Temps \| \| --------------------- \| --------------------- \| --------------------- \| ---------------------- \| --------------------- \| \| 1er \| Fernando Gaviria \| Colombie \| UAE Team Emirates \| 2 h 53 min 42 s \| \| 2e \| Pascal Ackermann \| Allemagne \| Bora-Hansgrohe \| + 0 s \| \| 3e \| Matteo Trentin \| Italie \| Mitchelton-Scott \| + 0 s \| \| 4e \| Phil Bauhaus \| Allemagne \| Bahrain-Merida \| + 0 s \| \| 5e \| Matteo Moschetti \| Italie \| Trek-Segafredo \| + 0 s \| \| 6e \| Max Kanter \| Allemagne \| Team Sunweb \| + 0 s \| \| 7e \| Davide Martinelli \| Italie \| Deceuninck-Quick Step \| + 0 s \| \| 8e \| Jakub Mareczko \| Italie \| CCC Team \| + 0 s \| \| 9e \| Riccardo Minali \| Italie \| Israel Cycling Academy \| + 0 s \| \| 10e \| Davide Ballerini \| Italie \| Astana \| + 0 s \| |                   |           |                        |                 |
| |                   |           |                        |                 |
| Source : ProCyclingStats |                   |           |                        |                 |
| Classement de l'étape |                   |           |                        |                 |
| Coureur | Coureur           | Pays      | Équipe                 | Temps           |
| 1er | Fernando Gaviria  | Colombie  | UAE Team Emirates      | 2 h 53 min 42 s |
| 2e | Pascal Ackermann  | Allemagne | Bora-Hansgrohe         | + 0 s           |
| 3e | Matteo Trentin    | Italie    | Mitchelton-Scott       | + 0 s           |
| 4e | Phil Bauhaus      | Allemagne | Bahrain-Merida         | + 0 s           |
| 5e | Matteo Moschetti  | Italie    | Trek-Segafredo         | + 0 s           |
| 6e | Max Kanter        | Allemagne | Team Sunweb            | + 0 s           |
| 7e | Davide Martinelli | Italie    | Deceuninck-Quick Step  | + 0 s           |
| 8e | Jakub Mareczko    | Italie    | CCC Team               | + 0 s           |
| 9e | Riccardo Minali   | Italie    | Israel Cycling Academy | + 0 s           |
| 10e | Davide Ballerini  | Italie    | Astana                 | + 0 s           |

| \| Classement général \| Classement général \| Classement général \| Classement général \| Classement général \| \| Coureur \| Coureur \| Pays \| Équipe \| Temps \| \| ------------------ \| ------------------ \| ------------------ \| --------------------- \| ------------------ \| \| 1er \| Fernando Gaviria \| Colombie \| UAE Team Emirates \| 2 h 53 min 42 s \| \| 2e \| Pascal Ackermann \| Allemagne \| Bora-Hansgrohe \| + 4 s \| \| 3e \| Matteo Trentin \| Italie \| Mitchelton-Scott \| + 6 s \| \| 4e \| Josef Černý \| Tchéquie \| CCC Team \| + 6 s \| \| 5e \| Mikkel Honoré \| Danemark \| Deceuninck-Quick Step \| + 6 s \| \| 6e \| Ryan Mullen \| Irlande \| Trek-Segafredo \| + 6 s \| \| 7e \| Phil Bauhaus \| Allemagne \| Bahrain-Merida \| + 10 s \| \| 8e \| Matteo Moschetti \| Italie \| Trek-Segafredo \| + 10 s \| \| 9e \| Max Kanter \| Allemagne \| Team Sunweb \| + 10 s \| \| 10e \| Davide Martinelli \| Italie \| Deceuninck-Quick Step \| + 10 s \| |                   |           |                       |                 |
| |                   |           |                       |                 |
| Source : ProCyclingStats |                   |           |                       |                 |
| Classement général |                   |           |                       |                 |
| Coureur | Coureur           | Pays      | Équipe                | Temps           |
| 1er | Fernando Gaviria  | Colombie  | UAE Team Emirates     | 2 h 53 min 42 s |
| 2e | Pascal Ackermann  | Allemagne | Bora-Hansgrohe        | + 4 s           |
| 3e | Matteo Trentin    | Italie    | Mitchelton-Scott      | + 6 s           |
| 4e | Josef Černý       | Tchéquie  | CCC Team              | + 6 s           |
| 5e | Mikkel Honoré     | Danemark  | Deceuninck-Quick Step | + 6 s           |
| 6e | Ryan Mullen       | Irlande   | Trek-Segafredo        | + 6 s           |
| 7e | Phil Bauhaus      | Allemagne | Bahrain-Merida        | + 10 s          |
| 8e | Matteo Moschetti  | Italie    | Trek-Segafredo        | + 10 s          |
| 9e | Max Kanter        | Allemagne | Team Sunweb           | + 10 s          |
| 10e | Davide Martinelli | Italie    | Deceuninck-Quick Step | + 10 s          |

### 2eétape
| \| Classement de l'étape \| Classement de l'étape \| Classement de l'étape \| Classement de l'étape \| Classement de l'étape \| \| Coureur \| Coureur \| Pays \| Équipe \| Temps \| \| --------------------- \| --------------------- \| --------------------- \| ---------------------- \| --------------------- \| \| 1er \| Daniel McLay \| Royaume-Uni \| EF Education First \| 3 h 45 min 04 s \| \| 2e \| Pascal Ackermann \| Allemagne \| Bora-Hansgrohe \| + 0 s \| \| 3e \| Matteo Trentin \| Italie \| Mitchelton-Scott \| + 0 s \| \| 4e \| Jonas Koch \| Allemagne \| CCC Team \| + 0 s \| \| 5e \| Davide Ballerini \| Italie \| Astana \| + 0 s \| \| 6e \| Jakub Mareczko \| Italie \| CCC Team \| + 0 s \| \| 7e \| Timothy Dupont \| Belgique \| Wanty-Gobert \| + 0 s \| \| 8e \| Fernando Gaviria \| Colombie \| UAE Team Emirates \| + 0 s \| \| 9e \| John Degenkolb \| Allemagne \| Trek-Segafredo \| + 0 s \| \| 10e \| Riccardo Minali \| Italie \| Israel Cycling Academy \| + 0 s \| |                  |             |                        |                 |
| |                  |             |                        |                 |
| Source : ProCyclingStats |                  |             |                        |                 |
| Classement de l'étape |                  |             |                        |                 |
| Coureur | Coureur          | Pays        | Équipe                 | Temps           |
| 1er | Daniel McLay     | Royaume-Uni | EF Education First     | 3 h 45 min 04 s |
| 2e | Pascal Ackermann | Allemagne   | Bora-Hansgrohe         | + 0 s           |
| 3e | Matteo Trentin   | Italie      | Mitchelton-Scott       | + 0 s           |
| 4e | Jonas Koch       | Allemagne   | CCC Team               | + 0 s           |
| 5e | Davide Ballerini | Italie      | Astana                 | + 0 s           |
| 6e | Jakub Mareczko   | Italie      | CCC Team               | + 0 s           |
| 7e | Timothy Dupont   | Belgique    | Wanty-Gobert           | + 0 s           |
| 8e | Fernando Gaviria | Colombie    | UAE Team Emirates      | + 0 s           |
| 9e | John Degenkolb   | Allemagne   | Trek-Segafredo         | + 0 s           |
| 10e | Riccardo Minali  | Italie      | Israel Cycling Academy | + 0 s           |

| \| Classement général \| Classement général \| Classement général \| Classement général \| Classement général \| \| Coureur \| Coureur \| Pays \| Équipe \| Temps \| \| ------------------ \| ------------------ \| ------------------ \| --------------------- \| ------------------ \| \| 1er \| Pascal Ackermann \| Allemagne \| Bora-Hansgrohe \| 6 h 38 min 34 s \| \| 2e \| Fernando Gaviria \| Colombie \| UAE Team Emirates \| + 2 s \| \| 3e \| Daniel McLay \| Royaume-Uni \| EF Education First \| + 2 s \| \| 4e \| Matteo Trentin \| Italie \| Mitchelton-Scott \| + 4 s \| \| 5e \| Jérôme Cousin \| France \| Total Direct Énergie \| + 6 s \| \| 6e \| Josef Černý \| Tchéquie \| CCC Team \| + 8 s \| \| 7e \| Mikkel Honoré \| Danemark \| Deceuninck-Quick Step \| + 8 s \| \| 8e \| Laurens De Vreese \| Belgique \| Astana \| + 9 s \| \| 9e \| Sep Vanmarcke \| Belgique \| EF Education First \| + 9 s \| \| 10e \| Jakub Mareczko \| Italie \| CCC Team \| + 12 s \| |                   |             |                       |                 |
| |                   |             |                       |                 |
| Source : ProCyclingStats |                   |             |                       |                 |
| Classement général |                   |             |                       |                 |
| Coureur | Coureur           | Pays        | Équipe                | Temps           |
| 1er | Pascal Ackermann  | Allemagne   | Bora-Hansgrohe        | 6 h 38 min 34 s |
| 2e | Fernando Gaviria  | Colombie    | UAE Team Emirates     | + 2 s           |
| 3e | Daniel McLay      | Royaume-Uni | EF Education First    | + 2 s           |
| 4e | Matteo Trentin    | Italie      | Mitchelton-Scott      | + 4 s           |
| 5e | Jérôme Cousin     | France      | Total Direct Énergie  | + 6 s           |
| 6e | Josef Černý       | Tchéquie    | CCC Team              | + 8 s           |
| 7e | Mikkel Honoré     | Danemark    | Deceuninck-Quick Step | + 8 s           |
| 8e | Laurens De Vreese | Belgique    | Astana                | + 9 s           |
| 9e | Sep Vanmarcke     | Belgique    | EF Education First    | + 9 s           |
| 10e | Jakub Mareczko    | Italie      | CCC Team              | + 12 s          |

### 3eétape
| \| Classement de l'étape \| Classement de l'étape \| Classement de l'étape \| Classement de l'étape \| Classement de l'étape \| \| Coureur \| Coureur \| Pays \| Équipe \| Temps \| \| --------------------- \| --------------------- \| --------------------- \| --------------------- \| --------------------- \| \| 1er \| Pascal Ackermann \| Allemagne \| Bora-Hansgrohe \| 3 h 19 min 21 s \| \| 2e \| Aleksandr Riabushenko \| Biélorussie \| UAE Team Emirates \| + 0 s \| \| 3e \| Matteo Trentin \| Italie \| Mitchelton-Scott \| + 0 s \| \| 4e \| Nikias Arndt \| Allemagne \| Team Sunweb \| + 0 s \| \| 5e \| Petr Vakoč \| Tchéquie \| Deceuninck-Quick Step \| + 0 s \| \| 6e \| Lilian Calmejane \| France \| Total Direct Énergie \| + 0 s \| \| 7e \| Sep Vanmarcke \| Belgique \| EF Education First \| + 0 s \| \| 8e \| Kiel Reijnen \| États-Unis \| Trek-Segafredo \| + 0 s \| \| 9e \| Davide Martinelli \| Italie \| Deceuninck-Quick Step \| + 0 s \| \| 10e \| Merhawi Kudus \| Érythrée \| Astana \| + 0 s \| |                       |             |                       |                 |
| |                       |             |                       |                 |
| Source : ProCyclingStats |                       |             |                       |                 |
| Classement de l'étape |                       |             |                       |                 |
| Coureur | Coureur               | Pays        | Équipe                | Temps           |
| 1er | Pascal Ackermann      | Allemagne   | Bora-Hansgrohe        | 3 h 19 min 21 s |
| 2e | Aleksandr Riabushenko | Biélorussie | UAE Team Emirates     | + 0 s           |
| 3e | Matteo Trentin        | Italie      | Mitchelton-Scott      | + 0 s           |
| 4e | Nikias Arndt          | Allemagne   | Team Sunweb           | + 0 s           |
| 5e | Petr Vakoč            | Tchéquie    | Deceuninck-Quick Step | + 0 s           |
| 6e | Lilian Calmejane      | France      | Total Direct Énergie  | + 0 s           |
| 7e | Sep Vanmarcke         | Belgique    | EF Education First    | + 0 s           |
| 8e | Kiel Reijnen          | États-Unis  | Trek-Segafredo        | + 0 s           |
| 9e | Davide Martinelli     | Italie      | Deceuninck-Quick Step | + 0 s           |
| 10e | Merhawi Kudus         | Érythrée    | Astana                | + 0 s           |

| \| Classement général \| Classement général \| Classement général \| Classement général \| Classement général \| \| Coureur \| Coureur \| Pays \| Équipe \| Temps \| \| ------------------ \| --------------------- \| ------------------ \| ---------------------- \| ------------------ \| \| 1er \| Pascal Ackermann \| Allemagne \| Bora-Hansgrohe \| 9 h 57 min 45 s \| \| 2e \| Matteo Trentin \| Italie \| Mitchelton-Scott \| + 7 s \| \| 3e \| Aleksandr Riabushenko \| Biélorussie \| UAE Team Emirates \| + 16 s \| \| 4e \| Mikkel Honoré \| Danemark \| Deceuninck-Quick Step \| + 18 s \| \| 5e \| Sep Vanmarcke \| Belgique \| EF Education First \| + 19 s \| \| 6e \| Jacopo Mosca \| Italie \| Trek-Segafredo \| + 19 s \| \| 7e \| Davide Villella \| Italie \| Astana \| + 21 s \| \| 8e \| Davide Martinelli \| Italie \| Deceuninck-Quick Step \| + 22 s \| \| 9e \| Max Kanter \| Allemagne \| Team Sunweb \| + 22 s \| \| 10e \| Itamar Einhorn \| Israël \| Israel Cycling Academy \| + 22 s \| |                       |             |                        |                 |
| |                       |             |                        |                 |
| Source : ProCyclingStats |                       |             |                        |                 |
| Classement général |                       |             |                        |                 |
| Coureur | Coureur               | Pays        | Équipe                 | Temps           |
| 1er | Pascal Ackermann      | Allemagne   | Bora-Hansgrohe         | 9 h 57 min 45 s |
| 2e | Matteo Trentin        | Italie      | Mitchelton-Scott       | + 7 s           |
| 3e | Aleksandr Riabushenko | Biélorussie | UAE Team Emirates      | + 16 s          |
| 4e | Mikkel Honoré         | Danemark    | Deceuninck-Quick Step  | + 18 s          |
| 5e | Sep Vanmarcke         | Belgique    | EF Education First     | + 19 s          |
| 6e | Jacopo Mosca          | Italie      | Trek-Segafredo         | + 19 s          |
| 7e | Davide Villella       | Italie      | Astana                 | + 21 s          |
| 8e | Davide Martinelli     | Italie      | Deceuninck-Quick Step  | + 22 s          |
| 9e | Max Kanter            | Allemagne   | Team Sunweb            | + 22 s          |
| 10e | Itamar Einhorn        | Israël      | Israel Cycling Academy | + 22 s          |

### 4eétape
| \| Classement de l'étape \| Classement de l'étape \| Classement de l'étape \| Classement de l'étape \| Classement de l'étape \| \| Coureur \| Coureur \| Pays \| Équipe \| Temps \| \| --------------------- \| --------------------- \| --------------------- \| --------------------- \| --------------------- \| \| 1er \| Enric Mas \| Espagne \| Deceuninck-Quick Step \| 3 h 52 min 53 s \| \| 2e \| Daniel Martínez \| Colombie \| EF Education First \| + 1 s \| \| 3e \| Diego Rosa \| Italie \| Team Ineos \| + 8 s \| \| 4e \| Antwan Tolhoek \| Pays-Bas \| Team Jumbo-Visma \| + 12 s \| \| 5e \| Felix Großschartner \| Autriche \| Bora-Hansgrohe \| + 19 s \| \| 6e \| Odd Christian Eiking \| Norvège \| Wanty-Gobert \| + 19 s \| \| 7e \| Carl Fredrik Hagen \| Norvège \| Lotto-Soudal \| + 19 s \| \| 8e \| David de la Cruz \| Espagne \| Team Ineos \| + 19 s \| \| 9e \| Martijn Tusveld \| Pays-Bas \| Team Sunweb \| + 28 s \| \| 10e \| Davide Villella \| Italie \| Astana \| + 28 s \| |                      |          |                       |                 |
| |                      |          |                       |                 |
| Source : ProCyclingStats |                      |          |                       |                 |
| Classement de l'étape |                      |          |                       |                 |
| Coureur | Coureur              | Pays     | Équipe                | Temps           |
| 1er | Enric Mas            | Espagne  | Deceuninck-Quick Step | 3 h 52 min 53 s |
| 2e | Daniel Martínez      | Colombie | EF Education First    | + 1 s           |
| 3e | Diego Rosa           | Italie   | Team Ineos            | + 8 s           |
| 4e | Antwan Tolhoek       | Pays-Bas | Team Jumbo-Visma      | + 12 s          |
| 5e | Felix Großschartner  | Autriche | Bora-Hansgrohe        | + 19 s          |
| 6e | Odd Christian Eiking | Norvège  | Wanty-Gobert          | + 19 s          |
| 7e | Carl Fredrik Hagen   | Norvège  | Lotto-Soudal          | + 19 s          |
| 8e | David de la Cruz     | Espagne  | Team Ineos            | + 19 s          |
| 9e | Martijn Tusveld      | Pays-Bas | Team Sunweb           | + 28 s          |
| 10e | Davide Villella      | Italie   | Astana                | + 28 s          |

| \| Classement général \| Classement général \| Classement général \| Classement général \| Classement général \| \| Coureur \| Coureur \| Pays \| Équipe \| Temps \| \| ------------------ \| -------------------- \| ------------------ \| --------------------- \| ------------------ \| \| 1er \| Enric Mas \| Espagne \| Deceuninck-Quick Step \| 13 h 50 min 50 s \| \| 2e \| Daniel Martínez \| Colombie \| EF Education First \| + 5 s \| \| 3e \| Diego Rosa \| Italie \| Team Ineos \| + 14 s \| \| 4e \| Antwan Tolhoek \| Pays-Bas \| Team Jumbo-Visma \| + 22 s \| \| 5e \| Carl Fredrik Hagen \| Norvège \| Lotto-Soudal \| + 29 s \| \| 6e \| Felix Großschartner \| Autriche \| Bora-Hansgrohe \| + 29 s \| \| 7e \| Odd Christian Eiking \| Norvège \| Wanty-Gobert \| + 29 s \| \| 8e \| David de la Cruz \| Espagne \| Team Ineos \| + 29 s \| \| 9e \| Davide Villella \| Italie \| Astana \| + 37 s \| \| 10e \| Martijn Tusveld \| Pays-Bas \| Team Sunweb \| + 38 s \| |                      |          |                       |                  |
| |                      |          |                       |                  |
| Source : ProCyclingStats |                      |          |                       |                  |
| Classement général |                      |          |                       |                  |
| Coureur | Coureur              | Pays     | Équipe                | Temps            |
| 1er | Enric Mas            | Espagne  | Deceuninck-Quick Step | 13 h 50 min 50 s |
| 2e | Daniel Martínez      | Colombie | EF Education First    | + 5 s            |
| 3e | Diego Rosa           | Italie   | Team Ineos            | + 14 s           |
| 4e | Antwan Tolhoek       | Pays-Bas | Team Jumbo-Visma      | + 22 s           |
| 5e | Carl Fredrik Hagen   | Norvège  | Lotto-Soudal          | + 29 s           |
| 6e | Felix Großschartner  | Autriche | Bora-Hansgrohe        | + 29 s           |
| 7e | Odd Christian Eiking | Norvège  | Wanty-Gobert          | + 29 s           |
| 8e | David de la Cruz     | Espagne  | Team Ineos            | + 29 s           |
| 9e | Davide Villella      | Italie   | Astana                | + 37 s           |
| 10e | Martijn Tusveld      | Pays-Bas | Team Sunweb           | + 38 s           |

### 5eétape
| \| Classement de l'étape \| Classement de l'étape \| Classement de l'étape \| Classement de l'étape \| Classement de l'étape \| \| Coureur \| Coureur \| Pays \| Équipe \| Temps \| \| --------------------- \| --------------------- \| --------------------- \| --------------------- \| --------------------- \| \| 1er \| Fernando Gaviria \| Colombie \| UAE Team Emirates \| 5 h 13 min 42 s \| \| 2e \| Pascal Ackermann \| Allemagne \| Bora-Hansgrohe \| + 0 s \| \| 3e \| Matteo Trentin \| Italie \| Mitchelton-Scott \| + 0 s \| \| 4e \| Phil Bauhaus \| Allemagne \| Bahrain-Merida \| + 0 s \| \| 5e \| Timothy Dupont \| Belgique \| Wanty-Gobert \| + 0 s \| \| 6e \| Ben Swift \| Royaume-Uni \| Team Ineos \| + 0 s \| \| 7e \| Max Kanter \| Allemagne \| Team Sunweb \| + 0 s \| \| 8e \| Davide Martinelli \| Italie \| Deceuninck-Quick Step \| + 0 s \| \| 9e \| John Degenkolb \| Allemagne \| Trek-Segafredo \| + 0 s \| \| 10e \| Victor Campenaerts \| Belgique \| Lotto-Soudal \| + 0 s \| |                    |             |                       |                 |
| |                    |             |                       |                 |
| Source : ProCyclingStats |                    |             |                       |                 |
| Classement de l'étape |                    |             |                       |                 |
| Coureur | Coureur            | Pays        | Équipe                | Temps           |
| 1er | Fernando Gaviria   | Colombie    | UAE Team Emirates     | 5 h 13 min 42 s |
| 2e | Pascal Ackermann   | Allemagne   | Bora-Hansgrohe        | + 0 s           |
| 3e | Matteo Trentin     | Italie      | Mitchelton-Scott      | + 0 s           |
| 4e | Phil Bauhaus       | Allemagne   | Bahrain-Merida        | + 0 s           |
| 5e | Timothy Dupont     | Belgique    | Wanty-Gobert          | + 0 s           |
| 6e | Ben Swift          | Royaume-Uni | Team Ineos            | + 0 s           |
| 7e | Max Kanter         | Allemagne   | Team Sunweb           | + 0 s           |
| 8e | Davide Martinelli  | Italie      | Deceuninck-Quick Step | + 0 s           |
| 9e | John Degenkolb     | Allemagne   | Trek-Segafredo        | + 0 s           |
| 10e | Victor Campenaerts | Belgique    | Lotto-Soudal          | + 0 s           |

| \| Classement général \| Classement général \| Classement général \| Classement général \| Classement général \| \| Coureur \| Coureur \| Pays \| Équipe \| Temps \| \| ------------------ \| -------------------- \| ------------------ \| --------------------- \| ------------------ \| \| 1er \| Enric Mas \| Espagne \| Deceuninck-Quick Step \| 19 h 04 min 32 s \| \| 2e \| Daniel Martínez \| Colombie \| EF Education First \| + 5 s \| \| 3e \| Diego Rosa \| Italie \| Team Ineos \| + 14 s \| \| 4e \| Antwan Tolhoek \| Pays-Bas \| Team Jumbo-Visma \| + 22 s \| \| 5e \| Carl Fredrik Hagen \| Norvège \| Lotto-Soudal \| + 29 s \| \| 6e \| Felix Großschartner \| Autriche \| Bora-Hansgrohe \| + 29 s \| \| 7e \| Odd Christian Eiking \| Norvège \| Wanty-Gobert \| + 29 s \| \| 8e \| David de la Cruz \| Espagne \| Team Ineos \| + 29 s \| \| 9e \| Davide Villella \| Italie \| Astana \| + 37 s \| \| 10e \| Martijn Tusveld \| Pays-Bas \| Team Sunweb \| + 38 s \| |                      |          |                       |                  |
| |                      |          |                       |                  |
| Source : ProCyclingStats |                      |          |                       |                  |
| Classement général |                      |          |                       |                  |
| Coureur | Coureur              | Pays     | Équipe                | Temps            |
| 1er | Enric Mas            | Espagne  | Deceuninck-Quick Step | 19 h 04 min 32 s |
| 2e | Daniel Martínez      | Colombie | EF Education First    | + 5 s            |
| 3e | Diego Rosa           | Italie   | Team Ineos            | + 14 s           |
| 4e | Antwan Tolhoek       | Pays-Bas | Team Jumbo-Visma      | + 22 s           |
| 5e | Carl Fredrik Hagen   | Norvège  | Lotto-Soudal          | + 29 s           |
| 6e | Felix Großschartner  | Autriche | Bora-Hansgrohe        | + 29 s           |
| 7e | Odd Christian Eiking | Norvège  | Wanty-Gobert          | + 29 s           |
| 8e | David de la Cruz     | Espagne  | Team Ineos            | + 29 s           |
| 9e | Davide Villella      | Italie   | Astana                | + 37 s           |
| 10e | Martijn Tusveld      | Pays-Bas | Team Sunweb           | + 38 s           |

### 6eétape
| \| Classement de l'étape \| Classement de l'étape \| Classement de l'étape \| Classement de l'étape \| Classement de l'étape \| \| Coureur \| Coureur \| Pays \| Équipe \| Temps \| \| --------------------- \| ---------------------- \| --------------------- \| ---------------------- \| --------------------- \| \| 1er \| Pascal Ackermann \| Allemagne \| Bora-Hansgrohe \| 3 h 38 min 10 s \| \| 2e \| Sebastián Molano \| Colombie \| UAE Team Emirates \| + 0 s \| \| 3e \| Timo Roosen \| Pays-Bas \| Team Jumbo-Visma \| + 0 s \| \| 4e \| Rüdiger Selig \| Allemagne \| Bora-Hansgrohe \| + 0 s \| \| 5e \| Jakub Mareczko \| Italie \| CCC Team \| + 0 s \| \| 6e \| Asbjørn Kragh Andersen \| Danemark \| Team Sunweb \| + 0 s \| \| 7e \| Matteo Trentin \| Italie \| Mitchelton-Scott \| + 0 s \| \| 8e \| Daniel McLay \| Royaume-Uni \| EF Education First \| + 0 s \| \| 9e \| Hamish Schreurs \| Nouvelle-Zélande \| Israel Cycling Academy \| + 0 s \| \| 10e \| Max Kanter \| Allemagne \| Team Sunweb \| + 0 s \| |                        |                  |                        |                 |
| |                        |                  |                        |                 |
| Source : ProCyclingStats |                        |                  |                        |                 |
| Classement de l'étape |                        |                  |                        |                 |
| Coureur | Coureur                | Pays             | Équipe                 | Temps           |
| 1er | Pascal Ackermann       | Allemagne        | Bora-Hansgrohe         | 3 h 38 min 10 s |
| 2e | Sebastián Molano       | Colombie         | UAE Team Emirates      | + 0 s           |
| 3e | Timo Roosen            | Pays-Bas         | Team Jumbo-Visma       | + 0 s           |
| 4e | Rüdiger Selig          | Allemagne        | Bora-Hansgrohe         | + 0 s           |
| 5e | Jakub Mareczko         | Italie           | CCC Team               | + 0 s           |
| 6e | Asbjørn Kragh Andersen | Danemark         | Team Sunweb            | + 0 s           |
| 7e | Matteo Trentin         | Italie           | Mitchelton-Scott       | + 0 s           |
| 8e | Daniel McLay           | Royaume-Uni      | EF Education First     | + 0 s           |
| 9e | Hamish Schreurs        | Nouvelle-Zélande | Israel Cycling Academy | + 0 s           |
| 10e | Max Kanter             | Allemagne        | Team Sunweb            | + 0 s           |

## Classements finals

### Classement général final
| \| Classement général \| Classement général \| Classement général \| Classement général \| Classement général \| \| Coureur \| Coureur \| Pays \| Équipe \| Temps \| \| ------------------ \| -------------------- \| ------------------ \| --------------------- \| ------------------ \| \| 1er \| Enric Mas \| Espagne \| Deceuninck-Quick Step \| 22 h 42 min 42 s \| \| 2e \| Daniel Martínez \| Colombie \| EF Education First \| + 5 s \| \| 3e \| Diego Rosa \| Italie \| Team Ineos \| + 14 s \| \| 4e \| Antwan Tolhoek \| Pays-Bas \| Team Jumbo-Visma \| + 22 s \| \| 5e \| Felix Großschartner \| Autriche \| Bora-Hansgrohe \| + 29 s \| \| 6e \| Odd Christian Eiking \| Norvège \| Wanty-Gobert \| + 29 s \| \| 7e \| Carl Fredrik Hagen \| Norvège \| Lotto-Soudal \| + 29 s \| \| 8e \| David de la Cruz \| Espagne \| Team Ineos \| + 29 s \| \| 9e \| Davide Villella \| Italie \| Astana \| + 37 s \| \| 10e \| Martijn Tusveld \| Pays-Bas \| Team Sunweb \| + 38 s \| |                      |          |                       |                  |
| |                      |          |                       |                  |
| Source : ProCyclingStats |                      |          |                       |                  |
| Classement général |                      |          |                       |                  |
| Coureur | Coureur              | Pays     | Équipe                | Temps            |
| 1er | Enric Mas            | Espagne  | Deceuninck-Quick Step | 22 h 42 min 42 s |
| 2e | Daniel Martínez      | Colombie | EF Education First    | + 5 s            |
| 3e | Diego Rosa           | Italie   | Team Ineos            | + 14 s           |
| 4e | Antwan Tolhoek       | Pays-Bas | Team Jumbo-Visma      | + 22 s           |
| 5e | Felix Großschartner  | Autriche | Bora-Hansgrohe        | + 29 s           |
| 6e | Odd Christian Eiking | Norvège  | Wanty-Gobert          | + 29 s           |
| 7e | Carl Fredrik Hagen   | Norvège  | Lotto-Soudal          | + 29 s           |
| 8e | David de la Cruz     | Espagne  | Team Ineos            | + 29 s           |
| 9e | Davide Villella      | Italie   | Astana                | + 37 s           |
| 10e | Martijn Tusveld      | Pays-Bas | Team Sunweb           | + 38 s           |

### Classements annexes finals
| Classement par points | Classement par points | Classement par points | Classement par points | Classement par points |
| Coureur               | Coureur               | Pays                  | Équipe                | Points                |
| --------------------- | --------------------- | --------------------- | --------------------- | --------------------- |
| 1er                   | Pascal Ackermann      | Allemagne             | Bora-Hansgrohe        | 62 pts                |
| 2e                    | Matteo Trentin        | Italie                | Mitchelton-Scott      | 42 pts                |
| 3e                    | Fernando Gaviria      | Colombie              | UAE Team Emirates     | 33 pts                |
| 4e                    | Ryan Mullen           | Irlande               | Trek-Segafredo        | 24 pts                |
| 5e                    | Daniel McLay          | Royaume-Uni           | EF Education First    | 22 pts                |
| 6e                    | Jay Robert Thomson    | Afrique du Sud        | Dimension Data        | 18 pts                |
| 7e                    | Enric Mas             | Espagne               | Deceuninck-Quick Step | 15 pts                |
| 8e                    | Wang Meiyin           | Chine                 | Bahrain-Merida        | 14 pts                |
| 9e                    | Jakub Mareczko        | Italie                | CCC Team              | 14 pts                |
| 10e                   | Jérôme Cousin         | France                | Total Direct Énergie  | 12 pts                |

| Classement par points | Classement par points | Classement par points | Classement par points | Classement par points |
| Coureur               | Coureur               | Pays                  | Équipe                | Points                |
| --------------------- | --------------------- | --------------------- | --------------------- | --------------------- |
| 1er                   | Pascal Ackermann      | Allemagne             | Bora-Hansgrohe        | 62 pts                |
| 2e                    | Matteo Trentin        | Italie                | Mitchelton-Scott      | 42 pts                |
| 3e                    | Fernando Gaviria      | Colombie              | UAE Team Emirates     | 33 pts                |
| 4e                    | Ryan Mullen           | Irlande               | Trek-Segafredo        | 24 pts                |
| 5e                    | Daniel McLay          | Royaume-Uni           | EF Education First    | 22 pts                |
| 6e                    | Jay Robert Thomson    | Afrique du Sud        | Dimension Data        | 18 pts                |
| 7e                    | Enric Mas             | Espagne               | Deceuninck-Quick Step | 15 pts                |
| 8e                    | Wang Meiyin           | Chine                 | Bahrain-Merida        | 14 pts                |
| 9e                    | Jakub Mareczko        | Italie                | CCC Team              | 14 pts                |
| 10e                   | Jérôme Cousin         | France                | Total Direct Énergie  | 12 pts                |

| Classement de la montagne | Classement de la montagne | Classement de la montagne | Classement de la montagne | Classement de la montagne |
| Coureur                   | Coureur                   | Pays                      | Équipe                    | Points                    |
| ------------------------- | ------------------------- | ------------------------- | ------------------------- | ------------------------- |
| 1er                       | Tomasz Marczyński         | Pologne                   | Lotto-Soudal              | 40 pts                    |
| 2e                        | Guillaume Martin          | France                    | Wanty-Gobert              | 36 pts                    |
| 3e                        | Ryan Mullen               | Irlande                   | Trek-Segafredo            | 20 pts                    |
| 4e                        | Enric Mas                 | Espagne                   | Deceuninck-Quick Step     | 14 pts                    |
| 5e                        | Daniel Martínez           | Colombie                  | EF Education First        | 10 pts                    |
| 6e                        | Kévin Van Melsen          | Belgique                  | Wanty-Gobert              | 8 pts                     |
| 7e                        | Jay Robert Thomson        | Afrique du Sud            | Dimension Data            | 7 pts                     |
| 8e                        | Jacopo Mosca              | Italie                    | Trek-Segafredo            | 6 pts                     |
| 9e                        | Wang Meiyin               | Chine                     | Bahrain-Merida            | 6 pts                     |
| 10e                       | Davide Villella           | Italie                    | Astana                    | 6 pts                     |

| Classement de la montagne | Classement de la montagne | Classement de la montagne | Classement de la montagne | Classement de la montagne |
| Coureur                   | Coureur                   | Pays                      | Équipe                    | Points                    |
| ------------------------- | ------------------------- | ------------------------- | ------------------------- | ------------------------- |
| 1er                       | Tomasz Marczyński         | Pologne                   | Lotto-Soudal              | 40 pts                    |
| 2e                        | Guillaume Martin          | France                    | Wanty-Gobert              | 36 pts                    |
| 3e                        | Ryan Mullen               | Irlande                   | Trek-Segafredo            | 20 pts                    |
| 4e                        | Enric Mas                 | Espagne                   | Deceuninck-Quick Step     | 14 pts                    |
| 5e                        | Daniel Martínez           | Colombie                  | EF Education First        | 10 pts                    |
| 6e                        | Kévin Van Melsen          | Belgique                  | Wanty-Gobert              | 8 pts                     |
| 7e                        | Jay Robert Thomson        | Afrique du Sud            | Dimension Data            | 7 pts                     |
| 8e                        | Jacopo Mosca              | Italie                    | Trek-Segafredo            | 6 pts                     |
| 9e                        | Wang Meiyin               | Chine                     | Bahrain-Merida            | 6 pts                     |
| 10e                       | Davide Villella           | Italie                    | Astana                    | 6 pts                     |

| Classement du meilleur jeune | Classement du meilleur jeune | Classement du meilleur jeune | Classement du meilleur jeune | Classement du meilleur jeune |
| Coureur                      | Coureur                      | Pays                         | Équipe                       | Temps                        |
| ---------------------------- | ---------------------------- | ---------------------------- | ---------------------------- | ---------------------------- |
| 1er                          | Enric Mas                    | Espagne                      | Deceuninck-Quick Step        | 22 h 42 min 42 s             |
| 2e                           | Daniel Martínez              | Colombie                     | EF Education First           | + 5 s                        |
| 3e                           | Antwan Tolhoek               | Pays-Bas                     | Team Jumbo-Visma             | + 22 s                       |
| 4e                           | Odd Christian Eiking         | Norvège                      | Wanty-Gobert                 | + 29 s                       |
| 5e                           | Rémi Cavagna                 | France                       | Deceuninck-Quick Step        | + 41 s                       |
| 6e                           | Maximilian Schachmann        | Allemagne                    | Bora-Hansgrohe               | + 41 s                       |
| 7e                           | Steff Cras                   | Belgique                     | Katusha-Alpecin              | + 41 s                       |
| 8e                           | Merhawi Kudus                | Érythrée                     | Astana                       | + 53 s                       |
| 9e                           | Aleksandr Riabushenko        | Biélorussie                  | UAE Team Emirates            | + 1 min 15 s                 |
| 10e                          | Nick Schultz                 | Australie                    | Mitchelton-Scott             | + 1 min 21 s                 |

| Classement du meilleur jeune | Classement du meilleur jeune | Classement du meilleur jeune | Classement du meilleur jeune | Classement du meilleur jeune |
| Coureur                      | Coureur                      | Pays                         | Équipe                       | Temps                        |
| ---------------------------- | ---------------------------- | ---------------------------- | ---------------------------- | ---------------------------- |
| 1er                          | Enric Mas                    | Espagne                      | Deceuninck-Quick Step        | 22 h 42 min 42 s             |
| 2e                           | Daniel Martínez              | Colombie                     | EF Education First           | + 5 s                        |
| 3e                           | Antwan Tolhoek               | Pays-Bas                     | Team Jumbo-Visma             | + 22 s                       |
| 4e                           | Odd Christian Eiking         | Norvège                      | Wanty-Gobert                 | + 29 s                       |
| 5e                           | Rémi Cavagna                 | France                       | Deceuninck-Quick Step        | + 41 s                       |
| 6e                           | Maximilian Schachmann        | Allemagne                    | Bora-Hansgrohe               | + 41 s                       |
| 7e                           | Steff Cras                   | Belgique                     | Katusha-Alpecin              | + 41 s                       |
| 8e                           | Merhawi Kudus                | Érythrée                     | Astana                       | + 53 s                       |
| 9e                           | Aleksandr Riabushenko        | Biélorussie                  | UAE Team Emirates            | + 1 min 15 s                 |
| 10e                          | Nick Schultz                 | Australie                    | Mitchelton-Scott             | + 1 min 21 s                 |

| Classement par équipes | Classement par équipes | Classement par équipes | Classement par équipes |
| Équipe                 | Équipe                 | Pays                   | Temps                  |
| ---------------------- | ---------------------- | ---------------------- | ---------------------- |
| 1re                    | Lotto Soudal           | Belgique               | 68 h 11 min 00 s       |
| 2e                     | Ineos                  | Royaume-Uni            | + 16 s                 |
| 3e                     | Astana                 | Kazakhstan             | + 17 s                 |
| 4e                     | Wanty-Groupe Gobert    | Belgique               | + 33 s                 |
| 5e                     | Dimension Data         | Afrique du Sud         | + 1 min 30 s           |
| 6e                     | Deceuninck-Quick Step  | Belgique               | + 1 min 35 s           |
| 7e                     | Total Direct Énergie   | France                 | + 2 min 44 s           |
| 8e                     | Israel Cycling Academy | Israël                 | + 4 min 57 s           |
| 9e                     | Team Sunweb            | Allemagne              | + 4 min 59 s           |
| 10e                    | CCC Team               | Pologne                | + 5 min 09 s           |

| Classement par équipes | Classement par équipes | Classement par équipes | Classement par équipes |
| Équipe                 | Équipe                 | Pays                   | Temps                  |
| ---------------------- | ---------------------- | ---------------------- | ---------------------- |
| 1re                    | Lotto Soudal           | Belgique               | 68 h 11 min 00 s       |
| 2e                     | Ineos                  | Royaume-Uni            | + 16 s                 |
| 3e                     | Astana                 | Kazakhstan             | + 17 s                 |
| 4e                     | Wanty-Groupe Gobert    | Belgique               | + 33 s                 |
| 5e                     | Dimension Data         | Afrique du Sud         | + 1 min 30 s           |
| 6e                     | Deceuninck-Quick Step  | Belgique               | + 1 min 35 s           |
| 7e                     | Total Direct Énergie   | France                 | + 2 min 44 s           |
| 8e                     | Israel Cycling Academy | Israël                 | + 4 min 57 s           |
| 9e                     | Team Sunweb            | Allemagne              | + 4 min 59 s           |
| 10e                    | CCC Team               | Pologne                | + 5 min 09 s           |

## Évolution des classements
| Étape              | Vainqueur          | Classement général | Classement par points | Classement de la montagne | Classement du meilleur jeune | Classement par équipes |
| ------------------ | ------------------ | ------------------ | --------------------- | ------------------------- | ---------------------------- | ---------------------- |
| 1                  | Fernando Gaviria   | Fernando Gaviria   | Fernando Gaviria      | Ryan Mullen               | Fernando Gaviria             | Wanty-Gobert           |
| 2                  | Daniel McLay       | Pascal Ackermann   | Pascal Ackermann      | Guillaume Martin          | Pascal Ackermann             | Wanty-Gobert           |
| 3                  | Pascal Ackermann   | Pascal Ackermann   | Pascal Ackermann      | Jacopo Mosca              | Pascal Ackermann             | Wanty-Gobert           |
| 4                  | Enric Mas          | Enric Mas          | Pascal Ackermann      | Guillaume Martin          | Enric Mas                    | Lotto-Soudal           |
| 5                  | Fernando Gaviria   | Enric Mas          | Pascal Ackermann      | Tomasz Marczyński         | Enric Mas                    | Lotto-Soudal           |
| 6                  | Pascal Ackermann   | Enric Mas          | Pascal Ackermann      | Tomasz Marczyński         | Enric Mas                    | Lotto-Soudal           |
| Classements finals | Classements finals | Enric Mas          | Pascal Ackermann      | Tomasz Marczyński         | Enric Mas                    | Lotto-Soudal           |

## Liste des participants
| Team Ineos INS | Team Ineos INS             | Team Ineos INS |
| -------------- | -------------------------- | -------------- |
| Num            | Coureur                    | Pos            |
| 1              | Leonardo Basso (ITA)       | 110e           |
| 2              | David de la Cruz (ESP)     | 8e             |
| 3              | Kristoffer Halvorsen (NOR) | 99e            |
| 4              | Christopher Lawless (GBR)  | 80e            |
| 5              | Jhonatan Narváez (ECU)     | 34e            |
| 6              | Diego Rosa (ITA)           | 3e             |
| 7              | Ben Swift (GBR) (route)    | 69e            |

| Astana AST | Astana AST                  | Astana AST |
| ---------- | --------------------------- | ---------- |
| Num        | Coureur                     | Pos        |
| 11         | Davide Ballerini (ITA)      | 76e        |
| 12         | Rodrigo Contreras (COL)     | 71e        |
| 13         | Laurens De Vreese (BEL)     | 37e        |
| 14         | Jonas Gregaard Wilsly (DEN) | 59e        |
| 15         | Jan Hirt (CZE)              | 86e        |
| 16         | Davide Villella (ITA)       | 9e         |
| 17         | Merhawi Kudus (ERI)         | 17e        |

| Bahrain-Merida TBM | Bahrain-Merida TBM   | Bahrain-Merida TBM |
| ------------------ | -------------------- | ------------------ |
| Num                | Coureur              | Pos                |
| 21                 | Valerio Agnoli (ITA) | 51e                |
| 22                 | Feng Chun-kai (TPE)  | 93e                |
| 23                 | Andrea Garosio (ITA) | 27e                |
| 24                 | Phil Bauhaus (GER)   | 47e                |
| 25                 | Antonio Nibali (ITA) | 50e                |
| 26                 | Marcel Sieberg (GER) | 65e                |
| 27                 | Wang Meiyin (CHN)    | 79e                |

| Bora-Hansgrohe BOH | Bora-Hansgrohe BOH                  | Bora-Hansgrohe BOH |
| ------------------ | ----------------------------------- | ------------------ |
| Num                | Coureur                             | Pos                |
| 31                 | Pascal Ackermann (GER)              | 60e                |
| 32                 | Shane Archbold (NZL)                | 117e               |
| 33                 | Maximilian Schachmann (GER) (route) | 13e                |
| 34                 | Felix Großschartner (AUT)           | 5e                 |
| 35                 | Andreas Schillinger (GER)           | NP                 |
| 36                 | Michael Schwarzmann (GER)           | 94e                |
| 37                 | Rüdiger Selig (GER)                 | 88e                |

| CCC Team CCC | CCC Team CCC                   | CCC Team CCC |
| ------------ | ------------------------------ | ------------ |
| Num          | Coureur                        | Pos          |
| 41           | Josef Černý (CZE)              | 68e          |
| 42           | Kamil Gradek (POL)             | 105e         |
| 43           | Jonas Koch (GER)               | AB           |
| 44           | Jakub Mareczko (ITA)           | 98e          |
| 45           | Gijs Van Hoecke (BEL)          | 32e          |
| 46           | Guillaume Van Keirsbulck (BEL) | 85e          |
| 47           | Francisco Ventoso (ESP)        | 49e          |

| Deceuninck-Quick Step DQT | Deceuninck-Quick Step DQT | Deceuninck-Quick Step DQT |
| ------------------------- | ------------------------- | ------------------------- |
| Num                       | Coureur                   | Pos                       |
| 51                        | Rémi Cavagna (FRA)        | 11e                       |
| 52                        | Mikkel Honoré (DEN)       | 42e                       |
| 53                        | Iljo Keisse (BEL)         | 112e                      |
| 54                        | Davide Martinelli (ITA)   | 62e                       |
| 55                        | Enric Mas (ESP)           | 1er                       |
| 56                        | Pieter Serry (BEL)        | 48e                       |
| 57                        | Petr Vakoč (CZE)          | 38e                       |

| EF Education First EF1 | EF Education First EF1    | EF Education First EF1 |
| ---------------------- | ------------------------- | ---------------------- |
| Num                    | Coureur                   | Pos                    |
| 61                     | Daniel McLay (GBR)        | 92e                    |
| 62                     | Moreno Hofland (NED)      | 46e                    |
| 63                     | Hugh Carthy (GBR)         | 75e                    |
| 64                     | Daniel Martínez (COL)     | 2e                     |
| 65                     | Julius van den Berg (NED) | 84e                    |
| 66                     | Tejay van Garderen (USA)  | 61e                    |
| 67                     | Sep Vanmarcke (BEL)       | 39e                    |

| Lotto-Soudal LTS | Lotto-Soudal LTS         | Lotto-Soudal LTS |
| ---------------- | ------------------------ | ---------------- |
| Num              | Coureur                  | Pos              |
| 71               | Victor Campenaerts (BEL) | 21e              |
| 72               | Frederik Frison (BEL)    | 90e              |
| 73               | Carl Fredrik Hagen (NOR) | 7e               |
| 74               | Adam Hansen (AUS)        | 66e              |
| 75               | Rasmus Byriel (DEN)      | 114e             |
| 76               | Tomasz Marczyński (POL)  | 19e              |
| 77               | Brian van Goethem (NED)  | 113e             |

| Mitchelton-Scott MTS | Mitchelton-Scott MTS      | Mitchelton-Scott MTS |
| -------------------- | ------------------------- | -------------------- |
| Num                  | Coureur                   | Pos                  |
| 81                   | Edoardo Affini (ITA)      | 109e                 |
| 82                   | Nick Schultz (AUS)        | 23e                  |
| 84                   | Alexander Edmondson (AUS) | 55e                  |
| 85                   | Kaden Groves (AUS)        | 116e                 |
| 86                   | Callum Scotson (AUS)      | 100e                 |
| 87                   | Matteo Trentin (ITA)      | 16e                  |

| Dimension Data TDD | Dimension Data TDD               | Dimension Data TDD |
| ------------------ | -------------------------------- | ------------------ |
| Num                | Coureur                          | Pos                |
| 91                 | Stefan de Bod (RSA)              | 36e                |
| 92                 | Nicholas Dlamini (RSA)           | 54e                |
| 93                 | Enrico Gasparotto (ITA)          | AB                 |
| 94                 | Jacques Janse van Rensburg (RSA) | 25e                |
| 95                 | Gino Mäder (SUI)                 | 24e                |
| 96                 | Louis Meintjes (RSA)             | 22e                |
| 97                 | Jay Robert Thomson (RSA)         | 104e               |

| Team Jumbo-Visma TJV | Team Jumbo-Visma TJV     | Team Jumbo-Visma TJV |
| -------------------- | ------------------------ | -------------------- |
| Num                  | Coureur                  | Pos                  |
| 102                  | Floris De Tier (BEL)     | 57e                  |
| 103                  | Bert-Jan Lindeman (NED)  | 64e                  |
| 105                  | Timo Roosen (NED)        | 45e                  |
| 106                  | Antwan Tolhoek (NED)     | 4e                   |
| 107                  | Taco van der Hoorn (NED) | 108e                 |

| Katusha-Alpecin TKA | Katusha-Alpecin TKA          | Katusha-Alpecin TKA |
| ------------------- | ---------------------------- | ------------------- |
| Num                 | Coureur                      | Pos                 |
| 111                 | Jenthe Biermans (BEL)        | AB                  |
| 112                 | Steff Cras (BEL)             | 92e                 |
| 113                 | Viatcheslav Kouznetsov (RUS) | 89e                 |
| 114                 | Daniel Navarro (ESP)         | 73e                 |
| 115                 | Simon Špilak (SLO)           | 64e                 |
| 116                 | Harry Tanfield (GBR)         | AB                  |
| 117                 | Ilnur Zakarin (RUS)          | 71e                 |

| Team Sunweb SUN | Team Sunweb SUN              | Team Sunweb SUN |
| --------------- | ---------------------------- | --------------- |
| Num             | Coureur                      | Pos             |
| 121             | Nikias Arndt (GER)           | 40e             |
| 122             | Johannes Fröhlinger (GER)    | 56e             |
| 123             | Lennard Kämna (GER)          | 77e             |
| 124             | Max Kanter (GER)             | 52e             |
| 125             | Asbjørn Kragh Andersen (DEN) | 67e             |
| 126             | Florian Stork (GER)          | 101e            |
| 127             | Martijn Tusveld (NED)        | 10e             |

| Trek-Segafredo TFS | Trek-Segafredo TFS     | Trek-Segafredo TFS |
| ------------------ | ---------------------- | ------------------ |
| Num                | Coureur                | Pos                |
| 131                | Nicola Conci (ITA)     | 82e                |
| 132                | John Degenkolb (GER)   | 63e                |
| 133                | Ryan Mullen (IRL)      | 106e               |
| 134                | Jacopo Mosca (ITA)     | 28e                |
| 135                | Matteo Moschetti (ITA) | 81e                |
| 136                | Kiel Reijnen (USA)     | 91e                |
| 137                | Peter Stetina (USA)    | 15e                |

| UAE Team Emirates UAD | UAE Team Emirates UAD       | UAE Team Emirates UAD |
| --------------------- | --------------------------- | --------------------- |
| Num                   | Coureur                     | Pos                   |
| 141                   | Oliviero Troia (ITA)        | 96e                   |
| 142                   | Roberto Ferrari (ITA)       | 115e                  |
| 143                   | Fernando Gaviria (COL)      | 72e                   |
| 144                   | Sebastián Molano (COL)      | 83e                   |
| 145                   | Ivo Oliveira (POR)          | 97e                   |
| 146                   | Simone Petilli (ITA)        | 26e                   |
| 147                   | Aleksandr Riabushenko (BLR) | 20e                   |

| Israel Cycling Academy ICA | Israel Cycling Academy ICA | Israel Cycling Academy ICA |
| -------------------------- | -------------------------- | -------------------------- |
| Num                        | Coureur                    | Pos                        |
| 151                        | Daniel Turek (CZE)         | 29e                        |
| 152                        | Matteo Badilatti (SUI)     | 33e                        |
| 153                        | Riccardo Minali (ITA)      | 87e                        |
| 154                        | Roy Goldstein (ISR)        | 111e                       |
| 155                        | Itamar Einhorn (ISR)       | 74e                        |
| 156                        | Hamish Schreurs (NZL)      | 78e                        |
| 157                        | Benjamin Perry (CAN)       | 95e                        |

| Total Direct Énergie TDE | Total Direct Énergie TDE | Total Direct Énergie TDE |
| ------------------------ | ------------------------ | ------------------------ |
| Num                      | Coureur                  | Pos                      |
| 161                      | Lilian Calmejane (FRA)   | 12e                      |
| 162                      | Jérôme Cousin (FRA)      | 73e                      |
| 163                      | Jonathan Hivert (FRA)    | 31e                      |
| 164                      | Bryan Nauleau (FRA)      | 89e                      |
| 165                      | Paul Ourselin (FRA)      | 58e                      |
| 166                      | Romain Sicard (FRA)      | 35e                      |
| 167                      | Rein Taaramäe (EST)      | 41e                      |

| Wanty-Gobert WGG | Wanty-Gobert WGG           | Wanty-Gobert WGG |
| ---------------- | -------------------------- | ---------------- |
| Num              | Coureur                    | Pos              |
| 171              | Timothy Dupont (BEL)       | 43e              |
| 172              | Odd Christian Eiking (NOR) | 6e               |
| 173              | Tom Devriendt (BEL)        | 103e             |
| 174              | Pieter Vanspeybrouck (BEL) | 118e             |
| 175              | Guillaume Martin (FRA)     | 18e              |
| 176              | Kévin Van Melsen (BEL)     | 102e             |
| 177              | Loïc Vliegen (BEL)         | 30e              |

| Team Ineos INS | Team Ineos INS             | Team Ineos INS |
| -------------- | -------------------------- | -------------- |
| Num            | Coureur                    | Pos            |
| 1              | Leonardo Basso (ITA)       | 110e           |
| 2              | David de la Cruz (ESP)     | 8e             |
| 3              | Kristoffer Halvorsen (NOR) | 99e            |
| 4              | Christopher Lawless (GBR)  | 80e            |
| 5              | Jhonatan Narváez (ECU)     | 34e            |
| 6              | Diego Rosa (ITA)           | 3e             |
| 7              | Ben Swift (GBR) (route)    | 69e            |

| Astana AST | Astana AST                  | Astana AST |
| ---------- | --------------------------- | ---------- |
| Num        | Coureur                     | Pos        |
| 11         | Davide Ballerini (ITA)      | 76e        |
| 12         | Rodrigo Contreras (COL)     | 71e        |
| 13         | Laurens De Vreese (BEL)     | 37e        |
| 14         | Jonas Gregaard Wilsly (DEN) | 59e        |
| 15         | Jan Hirt (CZE)              | 86e        |
| 16         | Davide Villella (ITA)       | 9e         |
| 17         | Merhawi Kudus (ERI)         | 17e        |

| Bahrain-Merida TBM | Bahrain-Merida TBM   | Bahrain-Merida TBM |
| ------------------ | -------------------- | ------------------ |
| Num                | Coureur              | Pos                |
| 21                 | Valerio Agnoli (ITA) | 51e                |
| 22                 | Feng Chun-kai (TPE)  | 93e                |
| 23                 | Andrea Garosio (ITA) | 27e                |
| 24                 | Phil Bauhaus (GER)   | 47e                |
| 25                 | Antonio Nibali (ITA) | 50e                |
| 26                 | Marcel Sieberg (GER) | 65e                |
| 27                 | Wang Meiyin (CHN)    | 79e                |

| Bora-Hansgrohe BOH | Bora-Hansgrohe BOH                  | Bora-Hansgrohe BOH |
| ------------------ | ----------------------------------- | ------------------ |
| Num                | Coureur                             | Pos                |
| 31                 | Pascal Ackermann (GER)              | 60e                |
| 32                 | Shane Archbold (NZL)                | 117e               |
| 33                 | Maximilian Schachmann (GER) (route) | 13e                |
| 34                 | Felix Großschartner (AUT)           | 5e                 |
| 35                 | Andreas Schillinger (GER)           | NP                 |
| 36                 | Michael Schwarzmann (GER)           | 94e                |
| 37                 | Rüdiger Selig (GER)                 | 88e                |

| CCC Team CCC | CCC Team CCC                   | CCC Team CCC |
| ------------ | ------------------------------ | ------------ |
| Num          | Coureur                        | Pos          |
| 41           | Josef Černý (CZE)              | 68e          |
| 42           | Kamil Gradek (POL)             | 105e         |
| 43           | Jonas Koch (GER)               | AB           |
| 44           | Jakub Mareczko (ITA)           | 98e          |
| 45           | Gijs Van Hoecke (BEL)          | 32e          |
| 46           | Guillaume Van Keirsbulck (BEL) | 85e          |
| 47           | Francisco Ventoso (ESP)        | 49e          |

| Deceuninck-Quick Step DQT | Deceuninck-Quick Step DQT | Deceuninck-Quick Step DQT |
| ------------------------- | ------------------------- | ------------------------- |
| Num                       | Coureur                   | Pos                       |
| 51                        | Rémi Cavagna (FRA)        | 11e                       |
| 52                        | Mikkel Honoré (DEN)       | 42e                       |
| 53                        | Iljo Keisse (BEL)         | 112e                      |
| 54                        | Davide Martinelli (ITA)   | 62e                       |
| 55                        | Enric Mas (ESP)           | 1er                       |
| 56                        | Pieter Serry (BEL)        | 48e                       |
| 57                        | Petr Vakoč (CZE)          | 38e                       |

| EF Education First EF1 | EF Education First EF1    | EF Education First EF1 |
| ---------------------- | ------------------------- | ---------------------- |
| Num                    | Coureur                   | Pos                    |
| 61                     | Daniel McLay (GBR)        | 92e                    |
| 62                     | Moreno Hofland (NED)      | 46e                    |
| 63                     | Hugh Carthy (GBR)         | 75e                    |
| 64                     | Daniel Martínez (COL)     | 2e                     |
| 65                     | Julius van den Berg (NED) | 84e                    |
| 66                     | Tejay van Garderen (USA)  | 61e                    |
| 67                     | Sep Vanmarcke (BEL)       | 39e                    |

| Lotto-Soudal LTS | Lotto-Soudal LTS         | Lotto-Soudal LTS |
| ---------------- | ------------------------ | ---------------- |
| Num              | Coureur                  | Pos              |
| 71               | Victor Campenaerts (BEL) | 21e              |
| 72               | Frederik Frison (BEL)    | 90e              |
| 73               | Carl Fredrik Hagen (NOR) | 7e               |
| 74               | Adam Hansen (AUS)        | 66e              |
| 75               | Rasmus Byriel (DEN)      | 114e             |
| 76               | Tomasz Marczyński (POL)  | 19e              |
| 77               | Brian van Goethem (NED)  | 113e             |

| Mitchelton-Scott MTS | Mitchelton-Scott MTS      | Mitchelton-Scott MTS |
| -------------------- | ------------------------- | -------------------- |
| Num                  | Coureur                   | Pos                  |
| 81                   | Edoardo Affini (ITA)      | 109e                 |
| 82                   | Nick Schultz (AUS)        | 23e                  |
| 84                   | Alexander Edmondson (AUS) | 55e                  |
| 85                   | Kaden Groves (AUS)        | 116e                 |
| 86                   | Callum Scotson (AUS)      | 100e                 |
| 87                   | Matteo Trentin (ITA)      | 16e                  |

| Dimension Data TDD | Dimension Data TDD               | Dimension Data TDD |
| ------------------ | -------------------------------- | ------------------ |
| Num                | Coureur                          | Pos                |
| 91                 | Stefan de Bod (RSA)              | 36e                |
| 92                 | Nicholas Dlamini (RSA)           | 54e                |
| 93                 | Enrico Gasparotto (ITA)          | AB                 |
| 94                 | Jacques Janse van Rensburg (RSA) | 25e                |
| 95                 | Gino Mäder (SUI)                 | 24e                |
| 96                 | Louis Meintjes (RSA)             | 22e                |
| 97                 | Jay Robert Thomson (RSA)         | 104e               |

| Team Jumbo-Visma TJV | Team Jumbo-Visma TJV     | Team Jumbo-Visma TJV |
| -------------------- | ------------------------ | -------------------- |
| Num                  | Coureur                  | Pos                  |
| 102                  | Floris De Tier (BEL)     | 57e                  |
| 103                  | Bert-Jan Lindeman (NED)  | 64e                  |
| 105                  | Timo Roosen (NED)        | 45e                  |
| 106                  | Antwan Tolhoek (NED)     | 4e                   |
| 107                  | Taco van der Hoorn (NED) | 108e                 |

| Katusha-Alpecin TKA | Katusha-Alpecin TKA          | Katusha-Alpecin TKA |
| ------------------- | ---------------------------- | ------------------- |
| Num                 | Coureur                      | Pos                 |
| 111                 | Jenthe Biermans (BEL)        | AB                  |
| 112                 | Steff Cras (BEL)             | 92e                 |
| 113                 | Viatcheslav Kouznetsov (RUS) | 89e                 |
| 114                 | Daniel Navarro (ESP)         | 73e                 |
| 115                 | Simon Špilak (SLO)           | 64e                 |
| 116                 | Harry Tanfield (GBR)         | AB                  |
| 117                 | Ilnur Zakarin (RUS)          | 71e                 |

| Team Sunweb SUN | Team Sunweb SUN              | Team Sunweb SUN |
| --------------- | ---------------------------- | --------------- |
| Num             | Coureur                      | Pos             |
| 121             | Nikias Arndt (GER)           | 40e             |
| 122             | Johannes Fröhlinger (GER)    | 56e             |
| 123             | Lennard Kämna (GER)          | 77e             |
| 124             | Max Kanter (GER)             | 52e             |
| 125             | Asbjørn Kragh Andersen (DEN) | 67e             |
| 126             | Florian Stork (GER)          | 101e            |
| 127             | Martijn Tusveld (NED)        | 10e             |

| Trek-Segafredo TFS | Trek-Segafredo TFS     | Trek-Segafredo TFS |
| ------------------ | ---------------------- | ------------------ |
| Num                | Coureur                | Pos                |
| 131                | Nicola Conci (ITA)     | 82e                |
| 132                | John Degenkolb (GER)   | 63e                |
| 133                | Ryan Mullen (IRL)      | 106e               |
| 134                | Jacopo Mosca (ITA)     | 28e                |
| 135                | Matteo Moschetti (ITA) | 81e                |
| 136                | Kiel Reijnen (USA)     | 91e                |
| 137                | Peter Stetina (USA)    | 15e                |

| UAE Team Emirates UAD | UAE Team Emirates UAD       | UAE Team Emirates UAD |
| --------------------- | --------------------------- | --------------------- |
| Num                   | Coureur                     | Pos                   |
| 141                   | Oliviero Troia (ITA)        | 96e                   |
| 142                   | Roberto Ferrari (ITA)       | 115e                  |
| 143                   | Fernando Gaviria (COL)      | 72e                   |
| 144                   | Sebastián Molano (COL)      | 83e                   |
| 145                   | Ivo Oliveira (POR)          | 97e                   |
| 146                   | Simone Petilli (ITA)        | 26e                   |
| 147                   | Aleksandr Riabushenko (BLR) | 20e                   |

| Israel Cycling Academy ICA | Israel Cycling Academy ICA | Israel Cycling Academy ICA |
| -------------------------- | -------------------------- | -------------------------- |
| Num                        | Coureur                    | Pos                        |
| 151                        | Daniel Turek (CZE)         | 29e                        |
| 152                        | Matteo Badilatti (SUI)     | 33e                        |
| 153                        | Riccardo Minali (ITA)      | 87e                        |
| 154                        | Roy Goldstein (ISR)        | 111e                       |
| 155                        | Itamar Einhorn (ISR)       | 74e                        |
| 156                        | Hamish Schreurs (NZL)      | 78e                        |
| 157                        | Benjamin Perry (CAN)       | 95e                        |

| Total Direct Énergie TDE | Total Direct Énergie TDE | Total Direct Énergie TDE |
| ------------------------ | ------------------------ | ------------------------ |
| Num                      | Coureur                  | Pos                      |
| 161                      | Lilian Calmejane (FRA)   | 12e                      |
| 162                      | Jérôme Cousin (FRA)      | 73e                      |
| 163                      | Jonathan Hivert (FRA)    | 31e                      |
| 164                      | Bryan Nauleau (FRA)      | 89e                      |
| 165                      | Paul Ourselin (FRA)      | 58e                      |
| 166                      | Romain Sicard (FRA)      | 35e                      |
| 167                      | Rein Taaramäe (EST)      | 41e                      |

| Wanty-Gobert WGG | Wanty-Gobert WGG           | Wanty-Gobert WGG |
| ---------------- | -------------------------- | ---------------- |
| Num              | Coureur                    | Pos              |
| 171              | Timothy Dupont (BEL)       | 43e              |
| 172              | Odd Christian Eiking (NOR) | 6e               |
| 173              | Tom Devriendt (BEL)        | 103e             |
| 174              | Pieter Vanspeybrouck (BEL) | 118e             |
| 175              | Guillaume Martin (FRA)     | 18e              |
| 176              | Kévin Van Melsen (BEL)     | 102e             |
| 177              | Loïc Vliegen (BEL)         | 30e              |